# Prissé-la-Charrière
Pour les articles homonymes, voir Prissé (homonymie).
Prissé-la-Charrière est une ancienne commune du centre-ouest de la France située dans le département des Deux-Sèvres en région Nouvelle-Aquitaine. Depuis 2018 elle fait partie de la commune de Plaine-d'Argenson.

## Économie

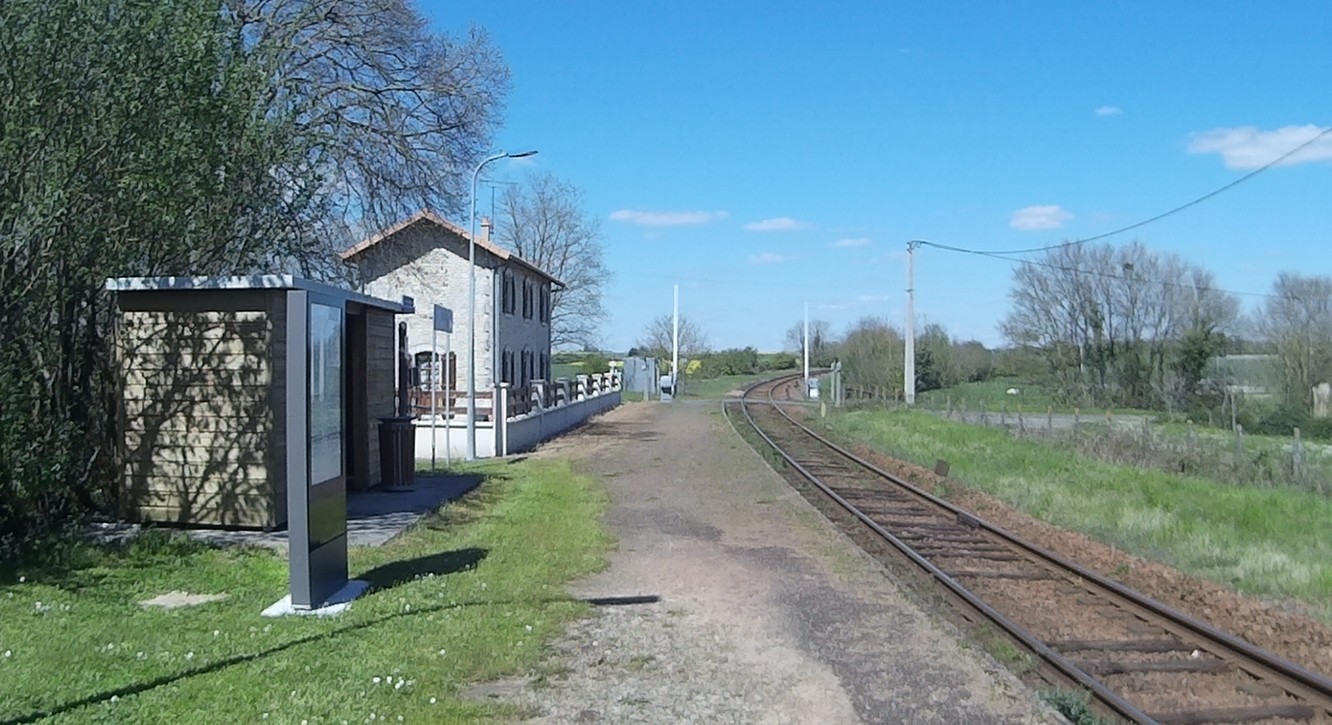
Gare de Prissé-la-Charrière

## Géographie

### Communes limitrophes
| La Foye-Monjault, Usseau                | Beauvoir-sur-Niort  |                  |
| Thorigny-sur-le-Mignon                  | Prissé-la-Charrière | Villiers-en-Bois |
| Dœuil-sur-le-Mignon (Charente-Maritime) | Belleville          |                  |

## Préhistoire
La nécropole néolithique de Péré est connue depuis 1840. L'étude du tumulus C a commencé en 1995. Long de 100 mètres, large de 20 mètres à son extrémité est, où il est le plus haut et le plus large, le tumulus de pierres sèches est bordé sur toute sa longueur au nord et au sud par un fossé ayant servi de carrière d'extraction de blocs de calcaire pour l'édifier. Mais plus que sa taille, c'est  la complexité du monument qui le rend exceptionnel. Il contenait au moins trois chambres funéraires correspondant à autant de projets architecturaux distincts et parfois successifs.Sont intervenus sur le site Roger Joussaume, maître de recherches au CNRS, Luc Laporte du CNRS, Chris Scarre chercheur du Mc Donald Institute for Archaeological Research de Cambridge
En 2004, une chambre funéraire néolithique inviolée fut découverte. Elle contenait plusieurs squelettes et céramiques en offrande. La fouille des squelettes fut réalisée par l'anthropologue Ludovic Soler. Cette année-là et depuis Robert Cadot, bénévole, réalisa des travaux de restauration de murets.

## Histoire
Le 1er mars 1972, les communes de La Charrière et Prissé fusionnent sous le nom de Prissé-la-Charrière
Depuis 2018 elle fait partie de la commune de Plaine d'Argenson. 

## Politique et administration
| Période   | Période  | Identité           | Étiquette | Qualité |
| --------- | -------- | ------------------ | --------- | ------- |
| mars 2008 | En cours | Jean-Claude Fradin |           |         |

## Démographie
En 1972, les communes de La Charrière et Prissé fusionnent.

### Avant la fusion des communes de 1972
| 1793 | 1800 | 1806 | 1821 | 1831 | 1836 | 1841 | 1846 |
| ---- | ---- | ---- | ---- | ---- | ---- | ---- | ---- |
| 167  | 178  | 177  | 168  | 205  | 211  | 210  | 204  |

| 1851 | 1856 | 1861 | 1866 | 1872 | 1876 | 1881 | 1886 |
| ---- | ---- | ---- | ---- | ---- | ---- | ---- | ---- |
| 207  | 199  | 200  | 206  | 218  | 211  | 218  | 191  |

| 1891 | 1896 | 1901 | 1906 | 1911 | 1921 | 1926 | 1931 |
| ---- | ---- | ---- | ---- | ---- | ---- | ---- | ---- |
| 229  | 251  | 242  | 239  | 238  | 245  | 259  | 263  |

| 1936 | 1946 | 1954 | 1962 | 1968 | - | - | - |
| ---- | ---- | ---- | ---- | ---- | - | - | - |
| 231  | 241  | 240  | 214  | 204  | - | - | - |

| 1793 | 1800 | 1806 | 1821 | 1831 | 1836 | 1841 | 1846 |
| ---- | ---- | ---- | ---- | ---- | ---- | ---- | ---- |
| 601  | 568  | 623  | 709  | 685  | 673  | 624  | 625  |

| 1851 | 1856 | 1861 | 1866 | 1872 | 1876 | 1881 | 1886 |
| ---- | ---- | ---- | ---- | ---- | ---- | ---- | ---- |
| 632  | 670  | 717  | 700  | 673  | 658  | 660  | 580  |

| 1891 | 1896 | 1901 | 1906 | 1911 | 1921 | 1926 | 1931 |
| ---- | ---- | ---- | ---- | ---- | ---- | ---- | ---- |
| 540  | 511  | 511  | 469  | 450  | 444  | 453  | 437  |

| 1936 | 1946 | 1954 | 1962 | 1968 | - | - | - |
| ---- | ---- | ---- | ---- | ---- | - | - | - |
| 416  | 474  | 459  | 449  | 427  | - | - | - |

### Après la fusion des communes
À partir du XXIe siècle, les recensements réels des communes de moins de 10 000 habitants ont lieu tous les cinq ans. Pour Prissé-la-Charrière, cela correspond à 2007, 2012, 2017, etc. Les autres dates de « recensements » (comme 2006, 2009, etc.) sont des estimations légales.
| 1975 | 1982 | 1990 | 1999 | 2006 | 2007 | 2012 | 2015 |
| ---- | ---- | ---- | ---- | ---- | ---- | ---- | ---- |
| 543  | 562  | 575  | 588  | 604  | 606  | 648  | 646  |

## Lieux et monuments
- Nécropole mégalithique connue sous le nom de tumulus du Péré : le plus grand des trois tumuli a été classé au titre des monuments historiques en 1993[10].